# Andrónov (cràter)
Andrónov és un petit cràter d'impacte lunar que s'hi troba a l'exterior de la vora sud-oest de la plana emmurallada anomenada Gagarin. Es localitza a l'hemisferi sud de la cara oculta de la Lluna, i no s'hi pot veure directament des de la Terra. Just a l'oest d'Andronov està el cràter Levi-Civita.
Andronov és una formació circular, en forma de cove amb una petita plataforma central. Hi ha una petita petjada de cràter en la paret interior nord. No presenta característiques singulars, sent similar en aparença a molts altres cràters petits que es troben en tota la superfície lunar.
Deu el seu nom al físic i enginyer rus Aleksandr Andronov (1901-1952), especialista en radioastronomia.

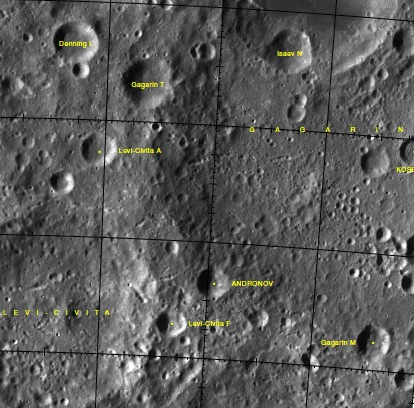
Plànol lunar LAC-102